# .mw
.mw為馬拉威國家及地區頂級域（ccTLD）的域名。該域名於1997年1月3日啟用。.mw域名的前两年使用費为100美元，之后为每年50美元。任何人均能申請註冊域名。

## 外部連結
- IANA .mw whois information（页面存档备份，存于）
- .mw domain registration website（页面存档备份，存于）